# ジャーメイン・ペナント
ジャーメイン・ロイド・ペナント（Jermaine Lloyd Pennant, 1983年1月15日 - ）は、イングランド・ノッティンガム出身のサッカー選手。ポジションはミッドフィールダー。主に左右のウィンガーとしてプレーする。

## 経歴
ジャマイカ人の父とイングランド人の母の間に生まれた。1999年、15歳のときに200万ポンドの移籍金でアーセナルFCと契約した。U-21イングランド代表時代は試合中にニコ・クラニツァールにパンチを見舞ってレッドカードを貰うこともあったが、24試合に出場した。1999年11月30日、16歳と319日でフットボールリーグカップのミドルスブラFC戦に出場した。ジェリー・ウォードの記録を2日上回り、アーセナルのクラブ記録を更新した。しかし、プレミアリーグデビューは2002年8月24日のウェストハム・ユナイテッドFC戦まで待たねばならなかった。
バーミンガム・シティFCにレンタル移籍中には、後述の飲酒運転事件を起こした。2005年4月にはバーミンガムに完全移籍したが、2005-06シーズン後にはフットボールリーグ・チャンピオンシップに降格した。2006年7月、670万ポンドの移籍金の4年契約でリヴァプールFCと契約した。2009年7月、リヴァプールFCとの契約満了にともなって3年契約でレアル・サラゴサに移籍した。
2013年夏に一度契約が満了したが、マーク・ヒューズ監督の意向により再契約、しかし出場機会に恵まれず、2014年1月に契約を解除した。
2014年11月6日、ISLのFCプネー・シティに加入した。
2015年2月21日、ウィガン・アスレティックFCにシーズン終了までの契約で加入した。
2016年シーズンよりSリーグのタンピネス・ローヴァーズFCと1年契約を交わした。しかし、給与の減額を拒否したことによりシーズン限りで退団する方針であることがクラブの会長より発表された。

## エピソード
- 問題児としても有名。2005年1月23日、アーセナルFCからバーミンガム・シティFCにレンタル移籍中、免停中にも関わらずアリスバーリーをメルセデス・ベンツで走行し、飲酒運転で捕まった。ペナントの呼気中からは、罪に問われる基準値の0.35mgをはるかに上回る、0.85mgのアルコールが検出された。3月1日に懲役3ヶ月の実刑判決を受け、21日間を刑務所で過ごした。その後しばらくは、エレクトロニック・タグ（犯罪者の足首などにつける電子標識装置）をつけてプレーした[6]。
- 私生活ではアシュリー・コールと仲が良い。しかし飲酒運転で潰した車はコールの物である。
- 「神」という漢字のタトゥーを首に入れているが、「へん」と「つくり」が離れており、「ネ申」のように見えることがある。
- アーセナルFC所属時に「レンタル先で活躍しても、アーセナルは俺を認めようとはしない。アーセナルでイングランド人が成功するのは難しい」と所属チームを公然と批判した。

## 所属クラブ
- ノッツ・カウンティFC 1998-1999
- アーセナルFC 1999-2005

→  ワトフォードFC 2002-2003 (loan)
→  リーズ・ユナイテッドAFC 2003-2004 (loan)
→  バーミンガム・シティFC 2005 (loan)
- バーミンガム・シティFC 2005-2006
- リヴァプールFC 2006-2009

→  ポーツマスFC 2009.1-2009.6 (loan)
- レアル・サラゴサ 2009-2010

→  ストーク・シティFC 2010.8-2010.12 (loan)
- ストーク・シティFC 2011-2014.1

→  ウルヴァーハンプトン・ワンダラーズFC 2012.10-2013.1 (loan)
- FCプネー・シティ 2014.11-2014.12
- ウィガン・アスレティックFC 2015.2-2015.12
- タンピネス・ローバースFC 2016
- ベリーFC 2017
- ビラリキー・タウンFC 2017-2018

## タイトル
アーセナル
- FAコミュニティ・シールド : 2004

リヴァプール
- FAコミュニティ・シールド : 2006